# Comuna Škofja Loka
Škofja Loka (Občina Škofja Loka) este o comună din Slovenia, cu o populație de 22.093 de locuitori (2002).

## Localități
Binkelj, Bodovlje, Bukov Vrh nad Visokim, Breznica pod Lubnikom, Brode, Bukovica, Bukovščica, Crngrob, Dorfarje, Draga, Forme, Gabrk, Gabrovo, Gabrška Gora, Godešič, Gorenja vas - Reteče, Gosteče, Grenc, Hosta, Knape, Kovski Vrh, Križna Gora, Lenart nad Lušo, Lipica, Log nad Škofjo Loko, Moškrin, Na Logu, Papirnica, Pevno, Podpulfrca, Pozirno, Praprotno, Pungert, Puštal, Reteče, Rovte v Selški dolini, Sopotnica, Spodnja Luša, Staniše, Stara Loka, Stirpnik, Strmica, Suha, Sveta Barbara, Svetega Petra Hrib, Sveti Andrej, Sveti Duh, Sveti Florjan nad Škofjo Loko, Sveti Ožbolt, Sveti Tomaž, Ševlje, Škofja Loka, Trata, Trnje, Valterski Vrh, Vešter, Vincarje, Virlog, Virmaše, Visoko pri Poljanah, Zgornja Luša, Zminec